# Онгарбаев, Еркин Ануарович
Еркин Ануарович Онгарбаев (род. 3 сентября 1961, с. Чулак-Курган, Сузакский район, Чимкентская область) — судья Конституционного суда Республики Казахстан, казахстанский ученый-правовед, видный деятель казахстанского высшего образования и науки. Доктор юридических наук России (1999 год), доктор юридических наук Казахстана (2000 год), профессор (2002 год), почетный член Национальной академии наук Республики Казахстан (2007 год), заслуженный деятель Республики Казахстан (2011 год) академик Казахстанской Национальной Академии Естественных Наук (2019 год). Почётный юрист Казахстана (2020).

## Биография
Родился 3 сентября 1961 года в селе Чулак-Курган Сузакского района, Чимкентской области.
Среднюю школу № 9 имени С. М. Кирова закончил в городе Чимкент Чимкентской области.
После ее окончания в 1980 году стал слушателем Карагандинской высшей школы МВД СССР (г. Караганда). В 1984 году получил специальность «Правоведение».
С 1987 стал адъюнктом кафедры уголовного права Московской высшей школы (МВШ) МВД СССР, (г. Москва). Закончил МВШ МВД в 1990 году.
В 1990 году (г. Москва) защитил диссертацию на соискание ученой степени кандидата юридических наук «Классификация преступлений и ее уголовно-правовое значение».
В 1999 году защитил диссертацию на соискание ученой степени доктора юридических наук «Теоретические проблемы классификации преступлений по уголовному праву Республики Казахстан» в Институте государства и права Российской Академии наук (г. Москва).
В 2002 году решением Высшей аттестационной комиссии Республики Казахстан присвоено ученое звание профессора.

### Хронология трудовой деятельности
- 1984—1996 — секретарь комитета комсомола, преподаватель, старший преподаватель, доцент, начальник отдела Карагандинской высшей школы.
- 1996—1997 — старший инспектор по особым поручениям Государственного следственного комитета Республики Казахстан.
- 1997—1999 — заместитель начальника по научной работе Карагандинской высшей школы.
- 1999—2000 — начальник управления учебных заведений Комитета национальной безопасности Республики Казахстан.
- 2000—2003 — советник председателя Мажилиса Парламента Республики Казахстан.
- 2003—2007 — проректор, первый проректор, вице-президент Казахского гуманитарно-юридического университета.
- 2007—2010 — Председатель Комитета науки Министерства образования и науки Республики Казахстан.
- 2010—2011 — управляющий директор — член правления АО "Национальный научно-технологический холдинг «Парасат».
- 2011—2012 — ректор университета «Астана».
- 2013—2014 — декан юридического факультета Евразийского национального университета имени Л. Н. Гумилева.
- 2014—2015 — проректор по учебной работе Евразийского национального университета имени Л. Н. Гумилева.
- 2015—2016 — первый проректор Академии правоохранительных органов при Генеральной прокуратуре Республики Казахстан.
- 2017[4] — 2018 года[5] — председатель Комитета по делам религий Министерства по делам религий и гражданского общества Республики Казахстан.
- 2019—2020 — управляющий директор НАО «Фонд Отандастар»[6] .
- 2020—2022 — проректор по учебной работе Евразийского национального университета имени Л. Н. Гумилева, член Правления-Проректор по академическим вопросам Евразийского национального университета имени Л. Н. Гумилева.
- С 01.01.2023 г. — судья Конституционного Суда Республики Казахстан

### Академические и почетные звания
- В 2007 году избран почетным членом Национальной академии наук Республики Казахстан.
- В 2019 году избран академиком Казахстанской Национальной Академии Естественных Наук[2].
- С 2021 года почетный профессор Академии «Bolashak».
- С 2021 года почетный профессор Карагандинской академии МВД РК имени Б.Бейсенова.
- С 2022 года почетный профессор Евразийского национального университета имени Л. Н. Гумилева.
- С 2023 года почетный профессор Кокшетауского университета имени Ш.Уалиханова.
- С 2023 года почетный профессор Центрально- Казахстанской Академии.
- С 2023 года почетный профессор ЮКУ имени М.Ауэзова.
- С 2025 года почетный профессор Академии правоохранительных органов при Генеральной прокуратуре Республики Казахстан.

### Семья
Женат, имеет троих детей, двух внуков.

## Взгляды
В сфере высшего образования и науки активно продвигает инновационные методики дистанционных технологий в сочетании с классическими канонами. Данный фактор позволил в затяжной кризисный период (2020) вывести на новый уровень высшее образовательное учреждение.
Конституция Республики Казахстан как гарант законности, правопорядка и стабильности, соответствует всем международным правовым стандартам, дает возможность каждому человеку решать свои вопросы в соответствии с законодательством, считает Е. А. Онгарбаев, акцентируя внимание на том, что в конституционных нормах Закона жизни казахстанцев четко провозглашается право на жизнь, тем самым поддерживает отмену смертной казни в стране.
Будучи Председателем Комитета науки Министерства образования и науки Республики Казахстан принимал активное участие в разработке Закона РК «О науке», в котором были заложены новые подходы к организации науки в стране, в том числе в вопросах, регулирующих коммерциализацию результатов научной и (или) научно-технической деятельности.
Будучи Председателем Комитета по делам религий Министерства по делам религий и гражданского общества РК (2017—2018) стоял за усиление роли государства в вопросах контроля экстремистской пропаганды и соблюдения законодательства в этой сфере, на основе чего инициировал ряд разработок изменений и дополнений в законодательство, регулирующее религиозную сферу с соблюдением потребностей общества.
В период работы в НАО «Фонд Отандастар» внес существенные предложения и рекомендации по совершенствованию национального законодательства в вопросах поддержки зарубежных соотечественников, повышения их статуса, налаживания связей с казахской диаспорой и мн.др. Архивная копия от 9 июля 2021 на Wayback Machine
Е. А. Онгарбаев внес большой вклад в:
— развитие высшего профессионального юридического образования и юридической науки, в том числе стоял у истоков становления передовых вузов страны — Казахского гуманитарного юридического университета, Академии правоохранительных органов при Генеральной прокуратуре РК;
— укрепление законности и совершенствование законодательства (один из авторов проектов Концепций Законов: «О внесении изменений и дополнений в некоторые законодательные акты Республики Казахстан по вопросам религиозной деятельности и религиозных объединений», «О государственной поддержке соотечественников за рубежом»; проектов Законов: «О внесении изменений и дополнений в некоторые законодательные акты Республики Казахстан по вопросам религиозной деятельности и религиозных объединений», «О государственной поддержке соотечественников за рубежом»; проекта Концепции Государственной программы по поддержке казахской диаспоры за рубежом и репатриации на 2020—2030 гг.);
— подготовку предложений по внесению изменений и дополнений в Конституцию Республики Казахстан (2022) будучи членом рабочей группы, а также разъяснение их содержания общественности (Хабар 24, КТК, Алматы ТВ, ЯНВАРСКИЙ ШЛЕЙФ. «БОЛЬШАЯ НЕДЕЛЯ», ПРОГОЛОСОВАЛИ. ЧТО ДАЛЬШЕ? «БОЛЬШАЯ НЕДЕЛЯ», ПРИЗРАЧНЫЙ ИЛИ ПРОЗРАЧНЫЙ РЕФЕРЕНДУМ? «БОЛЬШАЯ НЕДЕЛЯ», СЛЫШАЩЕЕ ГОСУДАРСТВО. «БОЛЬШАЯ НЕДЕЛЯ», ТРАГИЧЕСКИЙ ЯНВАРЬ. ПРОШЛО ПОЛГОДА. «БОЛЬШАЯ НЕДЕЛЯ», СЦК, ортком.кз, Закон.кз, Байгеньюс, Информбюро, Айньюс, Нур.кз, Тенгриньюс).

## Награды, звания

### Государственные награды
- Орден «Құрмет» (2006);
- Почётное звание «Заслуженный деятель Республики Казахстан» (2011);
- Юбилейные медали — «Қазақстан Республикасының тәуелсіздігіне 10 жыл» (2001), «Қазақстан Конституциясына 10 жыл» (2005), «10 жыл Астана» (2007), «Қазақстан Конституциясына 20 жыл» (2015), «Қазақстан халқы Ассамблеясына 20 жыл» (2015), Медаль «20 лет Астане» (2018)[13] , «Қазақстан Конституциясына 25 жыл» (2020)[14];
- Памятная медаль «Астана» (2006)
- Орден Парасат (2021)

### Нагрудные знаки
- «Почётный работник образования Республики Казахстан»;
- «За заслуги в развитии науки РК»;
- «Ы.Алтынсарина»;
- «Отличник государственной службы»;
- «Почетный юрист Казахстана» (2020);
- высшая награда Ассамблеи народа Казахстана «Бірлік» (2021);
- медаль «Белсенді қызметі үшін» (2021);
- золотая медаль имени аль-Фараби (2021);
- почетный знак «Жеті жарғы» (2021);
- нагрудный знак «Алтын Барыс» (2022);
- нагрудный знак «Ахмет Байтұрсынұлы» (2024).

### Награды министерств, ведомств, общественных организаций

#### ЕНУ им. Л. Н. Гумилева
- Медаль 15-летию юридического факультета Евразийского национального университета им. Л. Н. Гумилева (2014)
- Медаль Евразийского национального университета им. Л. Н. Гумилева «Лев Гумилев» за вклад в развитие образования и науки (2015)
- Медаль «20 лет Евразийскому национальному университету им. Л. Н. Гумилева» (2016)
- Медаль 20-летию юридического факультета Евразийского национального университета им. Л. Н. Гумилева (2019)
- Медаль Евразийского национального университета им. Л. Н. Гумилева «Күлтегін» за вклад в развитие образования и науки (2020)
- Медаль «25 лет Евразийскому национальному университету им. Л. Н. Гумилева» (2021)

#### Другие
- Памятная медаль «Академик А. И. Бараев. 100 лет со дня рождения» (2008)
- Медаль «15 лет КАЗГЮУ» (2009)
- Нагрудный знак за достигнутые успехи в развитии Восточно-Казахстанского университета им. С.Аманжолова «За заслуги в развитии университета»(2009)
- Нагрудный знак «15 лет финансовой полиции Республики Казахстан» (2009)
- Медаль по случаю 20-летия антиядерного движения «Семей-Невада» (2009)
- Медаль «20 лет казахстанской полиции» (2012)
- Медаль Конституционного Совета РК «Конституциялық заңдылықты нығайтуға қосқан үлесі үшін» (2013)
- Медаль к 20-летию Казахского государственного юридического университета «Ерең еңбегі үшін» (2014)[15]
- Медаль «20 лет Прокуратуре Республики Казахстан» (2015)
- Медаль Кокшетауского Университета имени Шокана Уалиханова «Айрықша еңбегі үшін» (2021)
- Памятная Медаль «Б.С. Бейсенов. 100 лет со дня рождения» (2023)
- Медаль «30 лет Maqsut Narikbayev University” (2024)

#### Благодарности и почетные грамоты
- Благодарность Первого Президента Республики Казахстан Н. А. Назарбаева.
- Благодарственные письма от имени Президента Республики Казахстан К-Ж. К. Токаева
- Благодарность Председателя Комиссии по правам человека при Президенте Республики Казахстан К.Султанова.
- Благодарность Председателя Комиссии по правам человека при Президенте Республики Казахстан Ж.Абдильдина.
- Благодарственное письмо министра иностранных дел Республики Казахстан К.Абдрахманова.
- Благодарственное письмо министра науки и высшего образования Республики Казахстан С.Нурбек.
- Благодарственное письмо заместителя Премьер-министра Республики Татарстан — министра образования и науки РТ Э. Н. Фаттахова.[16]
- Благодарность первого заместителя председателя Астанинского филиала партии «Нур Отан» С.Ахметова.
- Благодарственное письмо президента НАО «Фонд Отандастар» Н.Абыкаева.
- Благодарственное письмо Президиума Ассоциации Колледжей Республики Казахстан.
- Почетная грамота Председателя Верховного суда Республики Казахстан К.Мами.
- Почетная грамота министра образования и науки Республики Казахстан Ж.Туймебаева.
- Почетная грамота министра образования и науки Республики Казахстан Ж.Кулекеева.

## Членство в организациях
- Член научно-экспертного совета Конституционного Совета Республики Казахстан
- Член Научно-консультативного совета при Верховном Суде Республики Казахстан
- Член совета директоров АО «Фонд науки» (2007—2010)
- Член совета директоров АО "ННТХ «Парасат» (2007—2010)
- Член Комиссии по правам человека при Президенте Республики Казахстан
- Председатель диссертационного совета Евразийского национального университета им. Л. Н. Гумилева по защите докторских диссертаций на присуждение ученой степени доктора философии (PhD) по специальностям 6D030100 — «Юриспруденция», 6D030200 — «Международное право» (2015)
- Председатель диссертационного совета Академии правоохранительных органов при Генеральной прокуратуре Республики Казахстан по защите докторских диссертаций на присуждение степени доктора философии (PhD), доктора по профилю по образовательным программам «Юриспруденция» и «Правоохранительная деятельность» (2015—2016)
- В разное время был членом диссертационных советов по защите докторских диссертаций КазГЮУ, КазНУ им. аль-Фараби, Карагандинского университета «Болашак», Академии Комитета национальной безопасности РК.
- Член Общественного совета при Агентстве Республики Казахстан по делам госслужбы и противодействию коррупции (2016—2017).
- Член рабочей группы по выработке предложений о внесении изменений и дополнений в Конституцию Республики Казахстан (2022)

### Монографии / Иные издания
- Классификация преступлений и ее правовое значение // КВШ ГСК РК. Караганда, 1996 г.
- Категория преступлений небольшой тяжести по уголовному праву Республики Казахстан // КВШ КНБ РК. Караганда, 1998 г.
- Тяжкие преступления по уголовному праву Республики Казахстан // Фолиант. Астана, 2001 г.
- Экономические и правовые аспекты утилизации асбестосодержащих отходов в Казахстане: применение опыта Польши // Издательство «Экономика и Экология», ISBN 978-83-963269-2-8. 2022 (в соавторстве)
- Economic and legal aspects of the disposal of asbestos-containig waste in Kazakhstan: Polish experience in application // Economics and Environment Publishing House, ISBN 978-83-963269-2-8. 2022 (в соавторстве)
- Конституция Республики Казахстан. Комментарий к изменениям и дополнениям, принятым на республиканском референдуме 5 июня 2022 года // Комментарий. Нур-Султан, 2022. 412 с. (в соавторстве)

### Учебники, учебные пособия
- Теоретические основы классификации преступлений в уголовном законе // Учебное пособие. ВШ МВД РК. Караганда, 1992 г.
- Уголовно-правовое значение классификации преступлений в Общей части уголовного права //Учебное пособие. ВШ МВД РК, Караганда, 1994 г.
- Понятие преступления по уголовному праву Республики Казахстан // Лекция. — Караганда: ВШ МВД РК. 1995. -
- Комментарий к Указу Президента Республики Казахстан, имеющему силу закона, от 17 марта 1995 года // Учебно — практическое пособие. КВШ МВД РК. Караганда, 1995 г.
- Словарь основных понятий и терминов Общей части уголовного права // ВШ ГСК РК. Караганда, 1996 ж.
- Қылмыстық құқықтың Жалпы бөлімі бойынша негізгі ұғымдар мен терминдердің орысша // Қазақша түсіндірме сөздігі. КР МТК Караганды жоғары мектебі. Караганды, 1996 ж.
- Қазақстан Республикасының қылмыстық құқығы //Оқулық. Болашақ — Баспа. Қарағанды, 2005 ж. — 248 бет.

### Некоторые научные статьи, опубликованные в 2020—2024 гг.
- Халықаралық үлгілерге сай // AnaTili, 11-17 маусым 2020 ж., № 23(1543)
- Legal analysis of state support for compatriots abroad enshrined in Kazakhstan // ARTÍCULOS UTOPÍA Y PRAXIS LATINOAMERICANA. AÑO: 25, n° EXTRA 6, 2020, pp. 29–39 REVISTA INTERNACIONAL DE FILOSOFÍA Y TEORÍA SOCIAL CESA-FCES-UNIVERSIDAD DEL ZULIA. MARACAIBO-VENEZUELA ISSN 1316-5216 / ISSN-e: 2477-9555//https://produccioncientificaluz.org/index.php/utopia/article/view/33506[18] (Scopus, в соавторстве)
- Flexible Model for Organizing Blended and Distance Learning // Computational Science and Its Applications — ICCSA 2020. 20th International Conference, Cagliari, Italy, July 1-4, 2020, Proceedings, Part II[19] (в соавторстве)
- Образование. Реалии. Или: сделай шаг первым // Дистанционное образование в период пандемии: сборник статей / главный редактор Сыдыков Е. — Нур-Султан: ЕНУ им. Л. Н. Гумилева, 2020. — 435. С. 59-70
- Экзамен, выдержанный всей страной // Дистанционное образование в период пандемии: сборник статей / главный редактор Сыдыков Е. — Нур-Султан: ЕНУ им. Л. Н. Гумилева, 2020. — 435. С. 48-59
- Интеграция в учебную деятельность открытых онлайн-курсов // Дистанционное образование: новые вызовы глобального масштаба: сборник статей, часть 2 / главный редактор Сыдыков Е. Б. — Нур-Султан, ЕНУ им. Л. Н. Гумилева, 2020. — 447. С. 29-31 (в соавторстве)
- Kazakhstan Legislation In The Religious Sphere: History And Prospects For Development // REPORTS OF THE NATIONAL ACADEMY OF SCIENCES OF THE REPUBLIC OF KAZAKHSTAN. ISSN 2224-5227. Volume 2, Number 330 (2020), 81-92 Р. (в соавторстве)
- Actual Issues Of Supporting Compatriots Abroad: International Experience And Prospects For Improving National Legislation // N E W S OF THE NATIONAL ACADEMY OF SCIENCES OF THE REPUBLIC OF KAZAKHSTAN. SERIES OF SOCIAL AND HUMAN SCIENCES. ISSN 2224-5294. Volume 2, Number 330 (2020), 123—132 Р. (в соавторстве)
- Personalized training model for organizing blended and lifelong distance learning courses and its effectiveness in Higher Education // Journal of Computing in Higher Education // https://doi.org/10.1007/s12528-021-09282-2  (в соавторстве)
- Intelligent learning systems for LLL courses: Intelligent learning systems for LLL courses // ACM International Conference Proceeding Series, 2021, Р. 26-27 (в соавторстве)
- Евразийский национальный университет: успехи в реалиях вызовов // Ректор ВУЗА. № 10. 2020. С. 6-7
- The Education System is a Driver of Societal Transformation in Digital Format // Higher Education in Russia and Beyond / № 2(27) / Spring 2021. pp. 24–26 (в соавторстве)
- Қашықтан оқыту цифрлық дағдыны үздіксіз дамытуды талап етеді // inbusiness.kz. 20 желтоқсан 2020 // https://inbusiness.kz/kz/news/kashyktan-okytu-cifrlyk-dagdyny-uzdiksiz-damytudy-talap-etedi
- От созидания к инновационному развитию // Казахстанская правда от 22 июня 2021 г. № 116 (29493) — С.7
- Евразийский национальный. Современный университет современного государства // Білімді ел. Образованная страна // Республикалық білімділік қоғамдық-саяси газеті. 18 мамыр 2021. № 19 (273). С.3
- Уголовная политика в системе обеспечения правовой безопасности // ВЕСТНИК Евразийского национального университета имени Л. Н. Гумилева. Серия Право. № 3(136)/2021. С.105-112 (в соавторстве)
- Криминалистические методы решения задач уголовного судопроизводства в свете реализации правовой политики // СБОРНИК МАТЕРИАЛОВ Международной научно-практической конференции «ПРОБЛЕМЫ И ПЕРСПЕКТИВЫ РАЗВИТИЯ УГОЛОВНОГО ПРАВА В СВЕТЕ РЕАЛИЗАЦИИ ПРАВОВОЙ ПОЛИТИКИ РЕСПУБЛИКИ КАЗАХСТАН». Нур-Султан: ИП «Булатов А. Ж.», 2021. 330 с. С. 247—250 (в соавторстве)
- Совершенствование российского уголовного законодательства о противодействии преступлениям в сфере спорта // Вестник Санкт-Петербургского университета. Право. 2021. Т.12. Вып.3. С. 604—620 (в соавторстве)
- Некоторые вопросы уголовного проступка в уголовном законодательстве Республики Казахстан // Вестник Евразийского национального университета имени Л. Н. Гумилева. Серия Право. № 2(139)/2022. С.100-108 (в соавторстве)
- State Support for Compatriots: Improving Kazakhstan Legislation	Электр	Brazilian Journal of International Law Volume 6, No 6, 2022, Р.406-430 // https://www.scopus.com/record/display.uri?eid=2-s2.0-85153628492&origin=resultslist&sort=plf-f (в соавторстве)
- Отмена смертной казни в Казахстане // Вестник права Республики Казахстан. «Zanger». № 2(247). 2022. С.62-66
- Жаңа Қазақстан құрудың жарқын үлгісі	Элект.	Egemen Qazaqstan // https://egemen.kz/article/310544-zhanha-qazaqstan-qurudynh-dgarqyn-ulgisi
- Тұрақты даму кепілі Элект. Egemen Qazaqstan // https://egemen.kz/article/348062-turaqty-damu-kepili
- Институт конституционного контроля в Казахстане // Сборник международной конференции «Тенденции развития моделей института конституционного обжалования в странах центральной Азии» Ташкент, 2023. 195 с. С 103-110.
- Б.Бейсенов– основоположник высшего ведомственного образования правоохранительной системы // Материалы Международной научно-практической конференции   «Подготовка  сотрудников ОВД: Наследие, опыт и  перспективы», посвященной 100-летию Баримбека Бейсенова Караганда, 2023. 234 с. С 42-43
- Верховенство Конституции – залог успешного развития страны // Журнал «Хабаршы – Вестник» Карагандинской академии МВД РК им. Баримбека Бейсенова № 4 (82)/2023. С 194-199
- Development of an Ontological Model of Words in Public Political Discourse // ACM Digital Library/ ICEMT '23: Proceedings of the 7th International Conference on Education and Multimedia Technology, 2023, pp. 362–367 (в соавторстве)
- Intelligent question-answering system based on the public political discourse knowledge // In Proceedings of the 2024 10th International Conference on e-Society, e-Learning and e-Technologies (ICSLT) (ICSLT '24). Association for Computing Machinery, New York, NY, USA, 2024, pp. 14–19 (в соавторстве)

## Статьи об Е. А. Онгарбаеве
- Сарсембаев М. А. Видный юрист и опытный организатор / «Казахстанская правда» от 3 сентября 2016 // https://kazpravda.kz/n/vidnyy-yurist-i-opytnyy-organizator/
- Тлепина Ш. В. Көрнекті ғалым-заңгер, заң білімі мен ғылымын ұйымдастырушысы // Л. Н. Гумилев атындағы Еуразия ұлттық университетінің хабаршысы. Гуманитарлық ғылымдарсериясы. 2017.- № 3 (118). — 425—431 б.
- Тлепина Ш. В. Видный ученый-юрист, организатор юридического образования и науки // Право и государство. 2016. — № 4 (73). — С.115-120  Архивная копия от 18 января 2022 на Wayback Machine
- Даурембекова А. ВЫПУСКНИКИ КАРАГАНДИНСКОЙ АКАДЕМИИ МВД РК ИМ. БЕЙСЕНОВА — ГОРДОСТЬ КАЗАХСТАНСКОЙ ЮРИСПРУДЕНЦИИ // Человек и Закон. 18 октября 2019 г. //  Архивная копия от 17 января 2022 на Wayback Machine
- Ахпанов А. Н., Сембекова Б. Р. УЧЕНЫЙ, ОРГАНИЗАТОР ОБРАЗОВАНИЯ, ГОСУДАРСТВЕННЫЙ ДЕЯТЕЛЬ // Вестник Евразийского национального университета имени Л. Н. Гумилева. Серия: Право. № 3(136)/2021. С.8-10
- Абдрасулов Е. Б. ЧЕЛОВЕКУ ВЫСОКИХ ПРОФЕССИОНАЛЬНЫХ И НРАВСТВЕННЫХ КАЧЕСТВ ОНГАРБАЕВУ ЕРКИНУ АНУАРОВИЧУ — 60 ЛЕТ // НАУЧНЫЙ ЖУРНАЛ «ВЕСТНИК АКАДЕМИИ ПРАВООХРАНИТЕЛЬНЫХ ОРГАНОВ»№ № 3 (21) 2021. С.10-12
- Галиакбарова Г. Г. Заңгер-ғалым Еркін Оңғарбаев 60-жылдық мерейтойын атап өтуде  Архивная копия от 17 января 2022 на Wayback Machine, Көрнекті заңгер-ғалым Еркін Оңғарбаев 60 жасқа толды  Архивная копия от 17 января 2022 на Wayback Machine, Выдающийся ученый-юрист Еркин Онгарбаев отмечает 60-летний юбилей  Архивная копия от 5 сентября 2021 на Wayback Machine , , Өз ісінің шебері, еліміздің көрнекті заңгер-ғалымы туралы
- Қамзабекұлы Д. Аманатқа адалдық. / «Астана Ақшамы». 3 Қыркүйек, 2021
- Мукашева А. А. Юбилей учителя, ученого, человека. / «Вечерняя Астана». 03 сентября 2021
- Бейбитов М. О талантливом ученом и педагоге / Юридическая газета. 3 сентября 2021 г. № 69-70
- Сомжүрек Б. Жақсы адам мен жақсы іс — жалпыға ортақ / Заң газеті. 3 Қыркүйек, 2021
- Сақ Қ. Зиялылық заңғары / Turkystan. Халықаралық саяси апталық. 2 Қыркүйек, 2021
- Тлепина Ш. В. Видный ученый-юрист, организатор юридического образования и науки / Білімді ел. Образованная страна. 31 августа 2021 г.  Архивная копия от 20 января 2022 на Wayback Machine
- Нургали К. Профессионализм, выверенный пандемией / Білімді ел. Образованная страна. 24 августа 2021 г.  Архивная копия от 20 января 2022 на Wayback Machine
- Жалмаханов Ш.Ш. «Созақ» өлкетану және тұлғатану ғылыми танымдық кітабы. 2018. Б 104-106